# Kauno dujotiekio statyba
AB Kauno dujotiekio statyba (KDS) (pol. Kowno – Budowa gazociągów) to jedna z największych spółek litewskich realizujących projekty w zakresie energetyki  o znaczeniu krajowym. Siedziba spółki mieści się w Kownie. Swoimi działaniami KDS obejmuje teren Litwy oraz państw sąsiednich. Obecnie spółka zatrudnia około 200 pracowników. Roczne przychody ze sprzedaży w 2013 roku wyniosły 16,5 mln EUR, a w roku 2014 – 13,2 mln EUR.

## Specjalizacja i certyfikacji
KDS specjalizuje się w budowaniu gazociągów, baz paliw oraz rozwoju infrastruktury. Spółka posiada certyfikaty wydane przez litewskie Centrum Certyfikacji Produkcji Budowlanej (CCPB), Urząd Nadzoru Technicznego (UNT) oraz Państwową Inspekcję Gospodarki Energetycznej przy Ministerstwie Energetyki Republiki Litewskiej. Jest również członkiem Międzynarodowego Stowarzyszenia Wykonawców Budowy Rurociągów „IPLOCA” oraz jednym z największych członków stowarzyszenia Budowa Rurociągów Gazowych na Litwie.

## Działalność
Podczas realizacji projektów o znaczeniu krajowym firma KDS korzysta z najnowocześniejszych technologii i wdraża rozwiązania innowacyjne. Posiada też własne laboratorium, w którym przeprowadzana jest kontrola rentgenowska spoin pozwalająca zapewnić najwyższą jakość wykonywanych prac. Podczas współpracy z firmą Magnatech Pipeline Equipment BV, KDS jako pierwsza spółka w krajach bałtyckich nabyła i korzysta obecnie z automatycznego sprzętu spawalniczego.
KDS jest uznawana za lidera w sektorze budowy gazociągów i zajmuje istotne miejsce na rynku międzynarodowym. Współpraca z wieloma firmami z sektora energetycznego, między innymi AB Amber Grid Amber Grid (Litwa), AB Lietuvos dujos  (polski: Gaz Litewski) (Litwa), Sp. Z.o.o. ZRUG (Polska), ABB AB HVC (Szwecja), LMR Drilling GmbH (Niemcy), AB Lietuvos geležinkeliai (polski: Koleje Litewskie) (Litwa), AB Orlen Lietuva (Litwa), AB Ukmergės šiluma (polski: Gospodarka Cieplna w Ukmerge) (Litwa), zaowocowała realizacją wielu kluczowych projektów.

## Zrealizowane prace
KDS odpowiada za ułożenie 70% gazociągów przesyłowych na Litwie. Spółka konsekwentnie wdraża kompleksowe rozwiązania inżynieryjne, nawiązuje i rozwija współpracę w regionie bałtyckim oraz z krajami Europy Środkowej, wzmacniając pozycję lidera na rynkach zagranicznych.

### Budowa gazociągów
| Rok       | Nazwa robót budowlanych | Zamawiający               |
| --------- | --- | ------------------------- |
| 2009      | Rekonstrukcja gazociągu przesyłowego na relacji Szaki(Šakiai) – Królewiec, rekonstrukcja stacji pomiarowej w Szaki. | AB Lietuvos dujos, Litwa. |
| 2011–2012 | Roboty budowlane podczas budowy gazociągu przesyłowego: od odgałęzienia stacji dystrybucji gazu w Taurage do odgałęzienia drugiej stacji dystrybucji gazu w Kłajpedzie oraz budowa drugiej stacji dystrybucji gazu w Kłajpedzie. | AB Amber Grid, Litwa.     |
| 2013–2014 | Odcinek gazociągu przesyłowego na relacji Szczecin – Lwówek, stanowiący element korytarza gazowego Północ-Południe, łączącego rynki gazu ziemnego w krajach Europy Środkowej.                                                    | „ZRUG Sp. z o.o”, Polska. |

### Stacje dystrybucji gazu oraz stacje kompresorowe
| Rok       | Nazwa robót budowlanych                                                | Zamawiający               |
| --------- | ---------------------------------------------------------------------- | ------------------------- |
| 2008      | Rekonstrukcja stacji dystrybucji gazu w Zapiszkisie (lit. Zapyškis).   | AB Lietuvos dujos, Litwa. |
| 2009      | Rekonstrukcja stacji dystrybucji gazu w Szakiai (lit. Šakiai).         | AB Lietuvos dujos, Litwa. |
| 2009–2010 | Stacja kompresorowa w Janiunach (lit. Janiūnai).                       | AB Lietuvos dujos, Litwa. |
| 2011–2012 | Rekonstrukcja stacji dystrybucji gazu w Girininkach (lit. Girininkai). | AB Lietuvos dujos, Litwa. |
| 2014–2015 | Rekonstrukcja stacji dystrybucji gazu w Poniewieżu (lit. Panevėžys).   | AB Amber Grid, Litwa.     |

### Bazy paliw
| Rok       | Nazwa robót budowlanych                               | Zamawiający                       |
| --------- | ----------------------------------------------------- | --------------------------------- |
| 2011–2012 | Rekonstrukcja bazy paliw w Wilnie.                    | AB Lietuvos geležinkeliai, Litwa. |
| 2012−2013 | Rekonstrukcja bazy paliw w Kownie.                    | AB Lietuvos geležinkeliai, Litwa. |
| 2012−2013 | Rekonstrukcja bazy paliw w Wojdatach (lit. Vaidotai). | AB Lietuvos geležinkeliai, Litwa. |

### Rozwój infrastruktury
| Rok  | Nazwa robót budowlanych                                                                                    | Zamawiający                |
| ---- | --- | -------------------------- |
| 2013 | Pierwszy etap układania podmorskiego kabla elektroenergetycznego NordBalt. Montowanie rur ochronnych.      | LMR Drilling GmbH, Niemcy. |
| 2014 | Drugi etap układania podmorskiego kabla elektroenergetycznego NordBalt. Naziemne roboty na ułożeniu kabla. | ABB AB HVC, Szwecja.       |

### Budownictwo wielorodzinne
- Trinapolis – kompleks budynków wielorodzinnych, komercyjnych oraz centrum sportowego Victoria Gym w Wilnie.
- Trasa konna (lit. Žirgų takas) – kompleks apartamentów nadmorskich w Połądze.
- Trio piaszczyste (lit. Smilčių trio) – kompleks luksusowych apartamentów w Połądze.